# Diario de Mallorca
Diario de Mallorca is een Spaans dagblad en een van de belangrijkste kranten op het eiland Mallorca.
Het blad is eigendom van Editora Balear SA, onderdeel van de groep Editorial Prensa Ibérica. Diario de Mallorca beschikt over drie kantoren op het eiland. In de periode juli 2011 - juli 2012 had de krant een gemiddelde dagelijkse oplage van 21.088 exemplaren.